# Anhalt
Anhalt ist eine Region Mitteldeutschlands, die ab 1871 als Herzogtum Anhalt und von 1918 bis 1945 als Freistaat Anhalt bzw. als Land Anhalt ein Gliedstaat des Deutschen Reiches war. Erstmals war Anhalt zwischen 1947 und 1952 Teil des Landes Sachsen-Anhalt und ist seit der deutschen Wiedervereinigung im Jahr 1990 erneut zugehörig zum gleichnamigen neuen Bundesland. In der DDR gehörte das Gebiet Anhalts zu den Bezirken Halle und Magdeburg. Eng verbunden mit der Geschichte Anhalts ist das Adelsgeschlecht der Askanier.

## Geschichte

### Fürstentum Anhalt

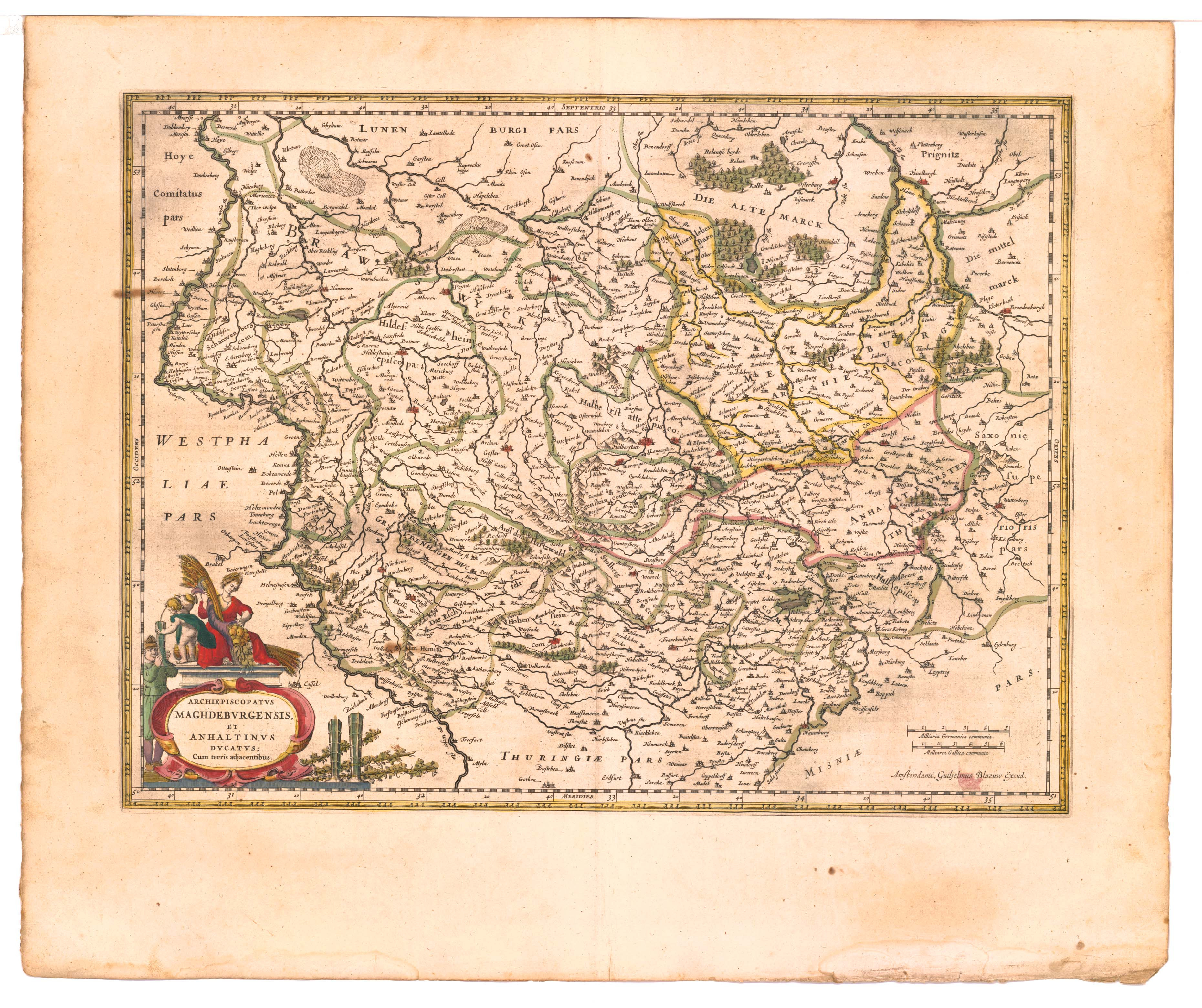
Anhaltinus Ducatus im Jahr 1645

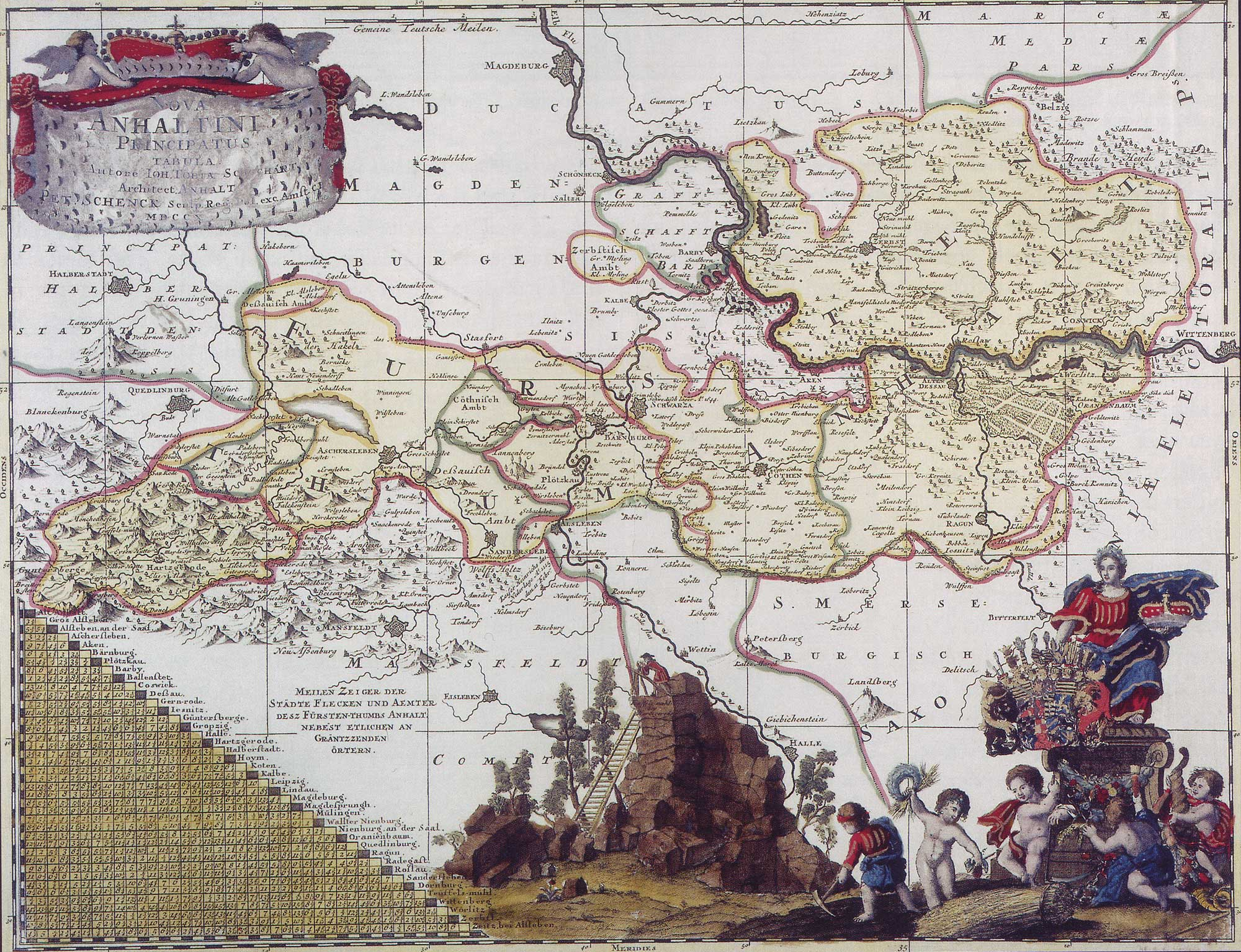
Das Fürstentum Anhalt, Karte von Peter Schenk (1710)

Die anhaltischen Fürstentümer nach der ersten Teilung von 1252

Die anhaltischen Fürstentümer 1747 bis 1793

Das Fürstentum Anhalt entwickelte sich seit 1212 aus einer Erbteilung des (viel später so genannten) Hauses der Askanier. Erstmals nachweisbar ist der Titel „Fürst von Anhalt“ 1215 bei Heinrich I. von Anhalt. Der Name „Anhalt“ geht auf die askanische Stammburg, Burg Anhalt bei Harzgerode, zurück. Für seine wohl erst in der Neuzeit auch das Land, seine Bewohner und ihre Identität erfassende Verbreitung war der an der Burg hängende Fürstentitel aber entscheidend. Der Name „Askanier“ wiederum rührt von der Residenz des Hauses in Aschersleben (lateinisch: Ascharia). Sie gab wiederum jener älteren Grafschaft Aschersleben ihren Namen, die bereits vom Sachsenspiegel als eines der sieben Fahnlehen Sachsens erwähnt wird. Das Fürstentum Anhalt wurde im Laufe der Zeit mehrfach durch Erbteilung zersplittert, unter anderem in Anhalt-Aschersleben, Anhalt-Bernburg, Anhalt-Dessau, Anhalt-Köthen, Anhalt-Zerbst. Diese Namen verdanken sich späterer historischer Zuschreibung.
Erstmals wieder vereinigt wurde das Fürstentum Anhalt 1570. Bereits 1603 wurde es aber wieder in die Kleinstaaten Anhalt-Bernburg, Anhalt-Dessau, Anhalt-Köthen, Anhalt-Zerbst (und 1611 Anhalt-Plötzkau durch Teilung des Fürstentums Anhalt-Bernburg) aufgeteilt. 1665 übernahm die Anhalt-Plötzkauer Fürstenlinie nach Aussterben der Anhalt-Köthener deren Fürstentum. Das Anhalt-Plötzkauer Teilfürstentum fiel gleichzeitig an Anhalt-Bernburg zurück.
1797 wurde Anhalt-Zerbst nach Aussterben der Zerbster Fürstenlinie auf die anderen anhaltischen Fürstentümer aufgeteilt. 1806 erhielt Fürst von Anhalt-Bernburg vom letzten Kaiser des Heiligen Römischen Reichs, Franz II., das Recht, sich „Herzog“ zu nennen, 1807 wurden die beiden verbleibenden Fürstentümer Anhalt-Dessau und Anhalt-Köthen von Napoleon I. zu Herzogtümern erhoben und traten am 18. April 1807 dem Rheinbund bei. Nach dem Ende der Befreiungskriege wurden sie als souveräne Kleinstaaten Mitglieder des Deutschen Bundes.

### Herzogtum Anhalt 1863–1918

Der Freistaat Anhalt

Nach dem Erlöschen der Linien in Köthen (1847) und Bernburg (1863) kam es zum Zusammenschluss der drei Herzogtümer zu einem vereinigten Herzogtum Anhalt mit Dessau als Hauptstadt. 1867 trat Anhalt als Bundesstaat dem unter preußischer Führung entstandenen Norddeutschen Bund und 1871 dem Deutschen Reich bei. Im Bundesrat in Berlin hatte es eine Stimme, wie auch vorher schon im Bundestag in Frankfurt am Main.

### Freistaat Anhalt 1918–1934, seit 1934 Land Anhalt
Im Zuge der Novemberrevolution 1918 wurden auch in Anhalt Arbeiter- und Soldatenräte gebildet. Diese arbeiteten eher pragmatisch und stellten keine radikalen Forderungen. Am 12. November verkündete Prinzregent Aribert stellvertretend für den minderjährigen Herzog Joachim Ernst die Abdankung und den Thronverzicht für die regierende Familie der Askanier. Anhalt wurde zu einem Freistaat in der Weimarer Republik.
Bei den Landtagswahlen im April 1932 wurde die NSDAP mit 15 Mandaten (6 Mandatsträger waren aus Dessau) stärkste Fraktion.

### Anhalt nach 1945
Nach dem Zweiten Weltkrieg kam es zum Zusammenschluss mit der ehemaligen preußischen Provinz Sachsen zum Land Sachsen-Anhalt in der Sowjetischen Besatzungszone. Dieses Land hatte aber nur kurz Bestand: Bei der Verwaltungsreform von 1952 wurde das Land Sachsen-Anhalt aufgeteilt, und der ehemals anhaltische Teil gehörte danach zu den Bezirken Halle und Magdeburg in der DDR.
Mit der Wiedervereinigung 1990 wurde das Land Sachsen-Anhalt in leicht veränderten Grenzen, unter Einschluss aller anhaltischen Gebiete, wieder errichtet. Im Zeitraum zwischen den Kreisreformen von 1994 und 2007 gab es einen Landkreis Anhalt-Zerbst, der seit 1. Juli 2007 zumindest teilweise in den neu gebildeten Landkreis Anhalt-Bitterfeld aufgegangen ist (teilweise im Landkreis Jerichower Land). Das Anhalt im Namen des Landkreises bezieht sich aber auf die Kreisstadt Köthen/Anhalt und die Stadt Zerbst/Anhalt; der historische Name „Anhalt“ lebt somit im Landes- und Kreis- und Stadtnamen weiter. Das Gebiet der Evangelischen Landeskirche Anhalts entspricht noch heute dem ehemaligen Herzogtum bzw. Freistaat.
„Anhalt“ befindet sich auch im Namen des Anhalter Bahnhofs in Berlin, der den nördlichen Endpunkt der Berlin-Anhaltischen Eisenbahnstrecke (Bahnstrecke Berlin–Halle) bildete und heute nur noch ein unterirdischer S-Bahnhof ist.

## Wappen

Wappen von Anhalt

Blasonierung: Das Wappen ist dreimal geteilt und zweimal gespalten mit Mittelschild im fünften Feld. In den Feldern:
- Herzschild (Feld 5): Gespalten, rechts in Silber ein am Spalt hervorbrechender roter Adler, links neunmal von Schwarz und Gold geteilt, belegt mit einem schrägen grünen Rautenkranz. (Stammwappen der Askanier und Kleines Staatswappen des Herzogtums Anhalt mit dem brandenburgischen Adler und dem sächsischen Rautenwappen)
- Feld 1: Neunmal von Schwarz und Gold geteilt. (Herzogtum Sachsen, Anspruchswappen)
- Feld 2: In Blau ein gekrönter goldener Adler. (Pfalzgrafschaft zu Sachsen, Anspruchswappen)
- Feld 3: In Silber drei rote Seeblätter (2:1). (Herzogtum Engern, Anspruchswappen)
- Feld 4: In Silber eine schräglinke rote Zinnenmauer mit geschlossenem goldenen Tor, darauf linksgewendet ein schwarzer Bär mit goldener Krone und silbernem Halsband schreitend. (Geschlecht der Beringer und Herzogtum Bernburg)
- Feld 6: Neunmal von Schwarz und Gold geteilt. (Herrschaft Ballenstedt im gleichnamigen Kreis)
- Feld 7: Zweimal gespalten und viermal geteilt von Schwarz und Silber. (Grafschaft Aschersleben bzw. Askanien)
- Feld 8: Geteilt und gespalten von Gold und Rot. (Waldersee (Adelsgeschlecht), umgedeutet zur Grafschaft Waldersee)
- Feld 9: In Blau zwei goldene Schräglinksbalken. (Angebliche Grafschaft Warmsdorf im Kreis Bernburg, die „Goschaft“ (Untergericht) Warmsdorf)
- Feld 10: In Blau ein linksgewendeter silberner Adler. (Grafschaft Mühlingen)
- Feld 11 Rot. Regalienfeld
- Feld 12: In Silber eine schräge rote Zinnenmauer mit offenem Tor, darauf rechtsgewendet ein schreitender, schwarzer Bär mit silbernem Halsband. (Herrschaft Bernburg)

Normative Festlegung des Wappens in der Herzoglichen Wappenrolle von 1887.
Die Landesfarben waren Rot-Grün-Weiß, manchmal nur Grün-Weiß.

## Politik

### Staatsoberhäupter
Die Staatsoberhäupter waren bis zur Revolution 1918 die Herzöge von Anhalt (siehe auch: Askanier):
- 1863 bis 1871: Leopold IV. (* 1794, † 1871)
- 1871 bis 1904: Friedrich I. (* 1831, † 1904)
- 1904 bis 21. April 1918: Friedrich II. (* 1856, † 1918)
- 22. April bis 13. September 1918: Eduard (* 1861, † 1918)
- 14. September bis 12. November 1918: Joachim Ernst (* 1901, † 1947) unter Vormundschaft des Regenten Aribert

### Staatsminister
Vorsitzende des Herzoglich-Anhaltischen Staatsministeriums beziehungsweise Staatsminister waren:
- 1863 bis 1868: Karl Friedrich Ferdinand Sintenis (1804–1868)
- 1868 bis 1875: Alfred von Larisch (1819–1897)
- 1875 bis 1892: Anton von Krosigk (1820–1892)
- 1892 bis 1903: Kurt von Koseritz (1838–1916)
- 1903 bis 1909: Johann (Hans) Nikolaus Michael Louis von Dallwitz (1855–1919)
- 1910 bis 1918: Ernst von Laue
- 1918: Max Gutknecht (1876–1935)

## Verwaltungsgliederung Anhalts bis 1932

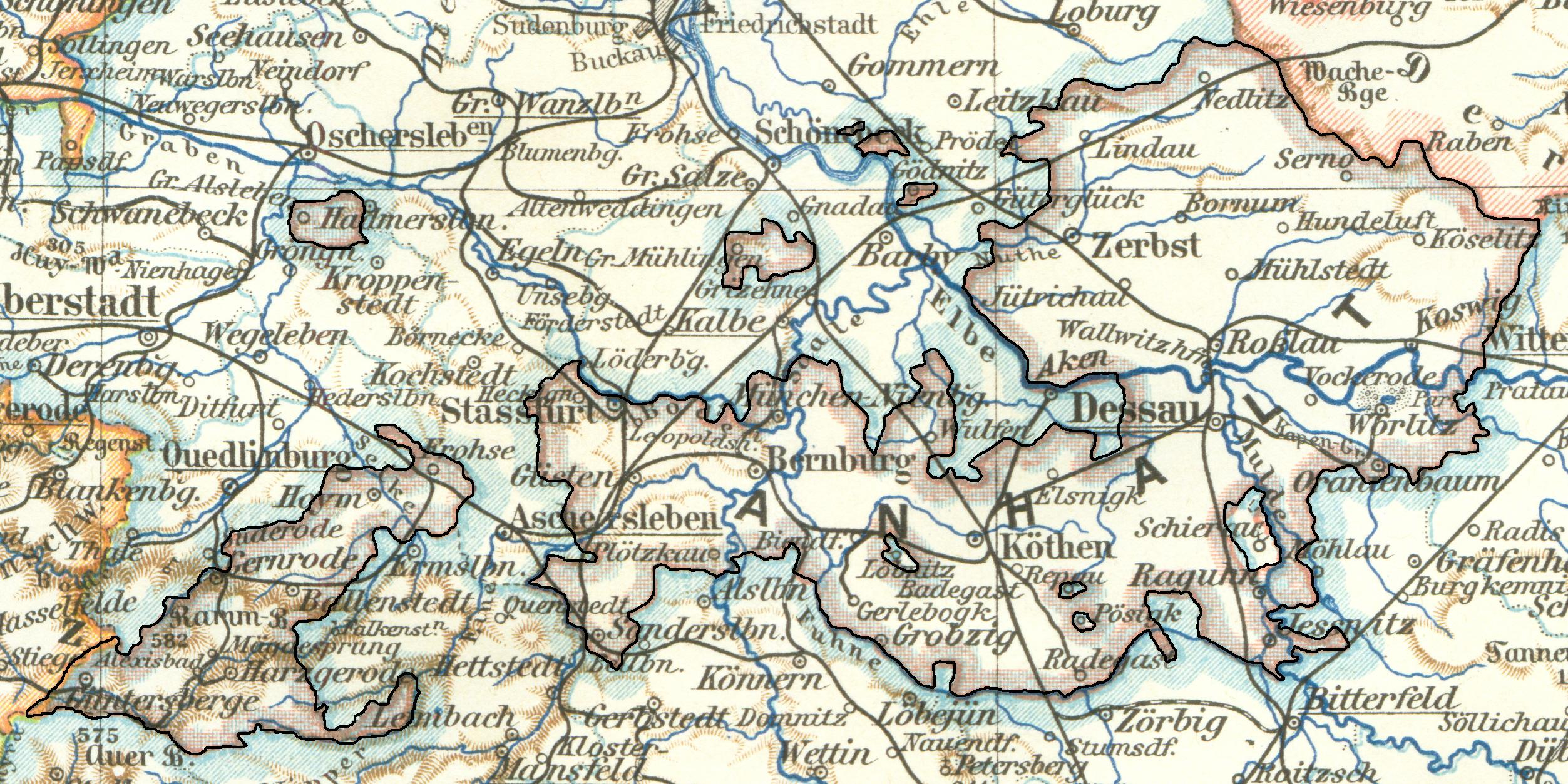
Karte von Anhalt (1897) aus Meyers. Alle zu Anhalt gehörigen Gebiete sind schwarz umrandet.

1. Kreis Ballenstedt
2. Kreis Bernburg
3. Kreis Dessau
4. Kreis Köthen
5. Kreis Zerbst

## Daten
- Landesfarben: rot - grün - weiß
- Bevölkerung:  193.046 (1864), 431.422 (1939)
- Städte: Ballenstedt, Gernrode, Gröbzig, Harzgerode, Hoym
Bernburg (Saale), Güntersberge, Güsten, Hecklingen, Leopoldshall, Nienburg, Sandersleben
 Dessau, Radegast, Jeßnitz (Anhalt), Raguhn, Roßlau, Köthen, Zerbst, Coswig
- Exklaven: Großalsleben, Gödnitz, Groß- und Klein-Mühlingen, Dornburg, Tilkerode
- Preußische Enklaven: Löbnitz a. d. Linde, Repau, Pösigk, Priorau

1942 wurden die preußischen Gemeinden Löbnitz a. d. Linde,
Repau, Pösigk, Schierau, Priorau, Möst und Goltewitz in das Land Anhalt eingegliedert sowie die Gemeinden Tilkerode, Unterwiederstedt und Wadendorf in die Provinz Sachsen des Landes Preußen ausgegliedert.

## Bevölkerung und Fläche

### Entwicklung der Einwohnerzahl
75.523 Einwohner; 2299 km² (1871)

100.702 Einwohner; 2299 km² (1910)

351.045 Einwohner; 2299 km² (1925)

436.213 Einwohner; 2314 km² (Mai 1939)
| Kreis       | Einwohner 1871 | Einwohner 1910 |
| ----------- | -------------- | -------------- |
| Ballenstedt | 25.623         | 31.179         |
| Bernburg    | 53.940         | 90.736         |
| Dessau      | 45.353         | 94.854         |
| Köthen      | 42.361         | 55.043         |
| Zerbst      | 36.077         | 29.316         |

### Größte Städte 1939
1. Dessau (mit Roßlau): 117.110 Einwohner
2. Bernburg: 40.732 Einwohner
3. Köthen: 32.037 Einwohner
4. Zerbst: 22.149 Einwohner
5. Coswig: 12.645 Einwohner
6. Jeßnitz: 11.817 Einwohner
7. Leopoldshall: 7.485 Einwohner
8. Ballenstedt: 6.729 Einwohner
9. Raguhn: 6.038 Einwohner
10. Güsten: 5.997 Einwohner
11. Nienburg: 5.961 Einwohner
12. Hecklingen: 5.183 Einwohner
13. Kochstedt: 5.173 Einwohner

## Sonstiges
Der Asteroid des Hauptgürtels (6120) Anhalt ist nach Anhalt benannt.